# لسلی (جورجیا)
لسلی، جورجیا (به انگلیسی: Leslie, Georgia) یک شهر در ایالات متحده آمریکا با جمعیت ۴۵۵ نفر است که در جورجیا واقع شده‌است.

## موقعیت جغرافیایی
موقعیت جغرافیایی شهرها و مناطق اطراف به شرح زیر است: